# Amietophrynus blanfordii
Amietophrynus blanfordii е вид жаба от семейство Крастави жаби (Bufonidae). Видът е незастрашен от изчезване.

## Разпространение
Разпространен е в Джибути, Еритрея, Етиопия и Сомалия.